# Biman Bangladesh Airlines

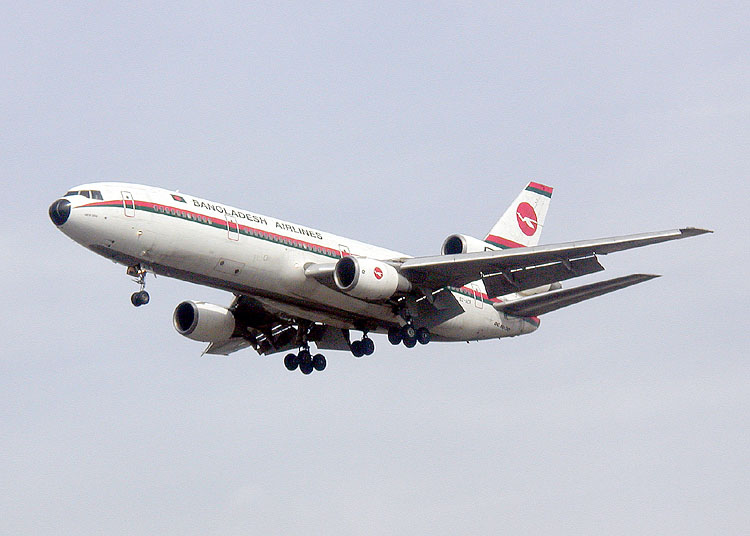
McDonnell Douglas DC-10 w barwach Biman

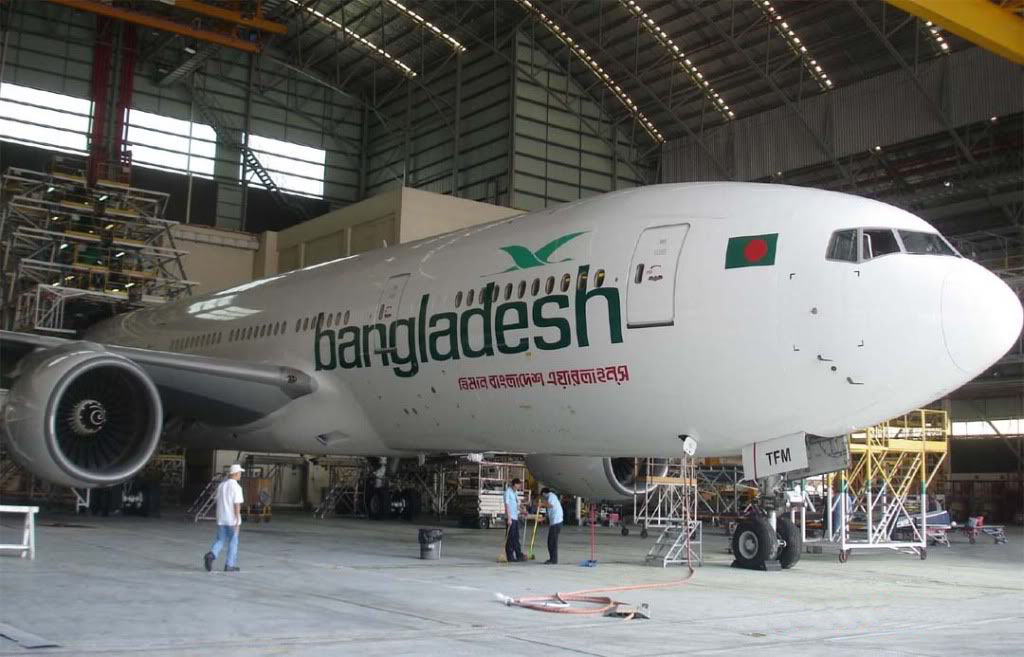
Pierwszy Boeing 777-200ER w barwach Biman Bangladesh Airlines

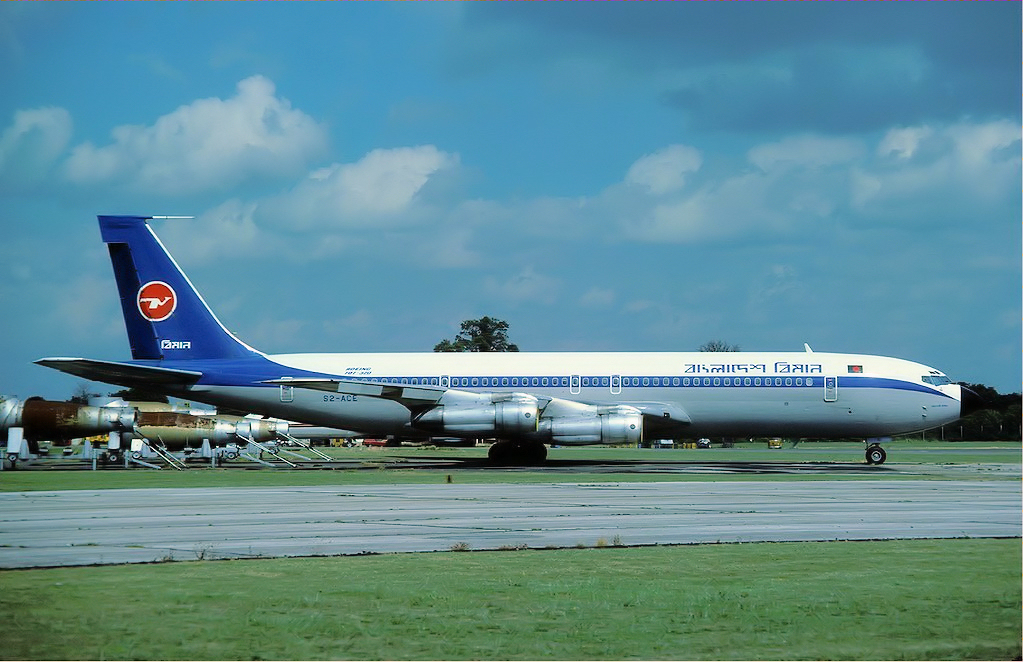
Boeing 707 w barwach Biman Bangladesh Airlines na lotnisku Stansted w Londynie

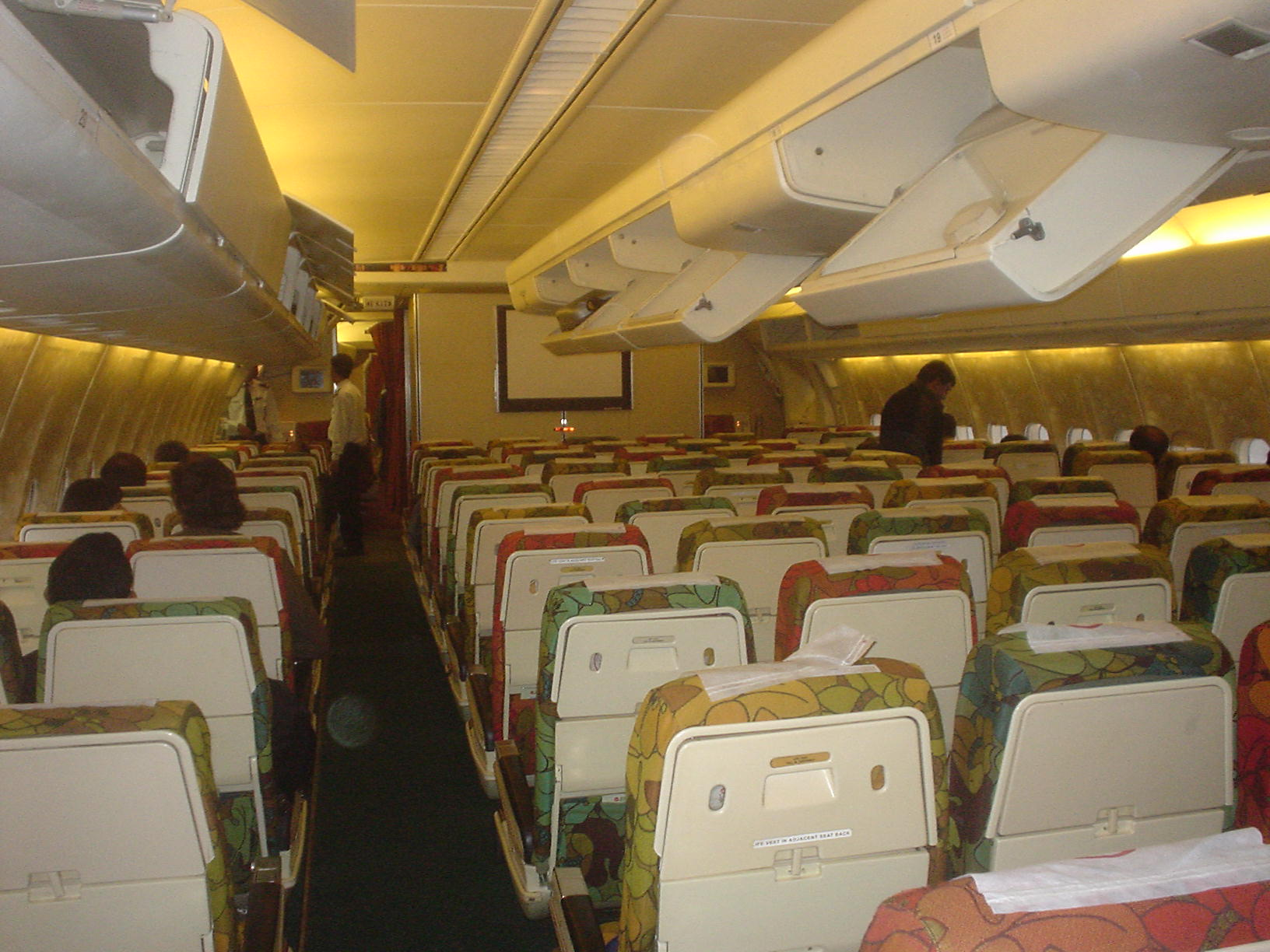
Wnętrze samolotu McDonnell Douglas DC-10

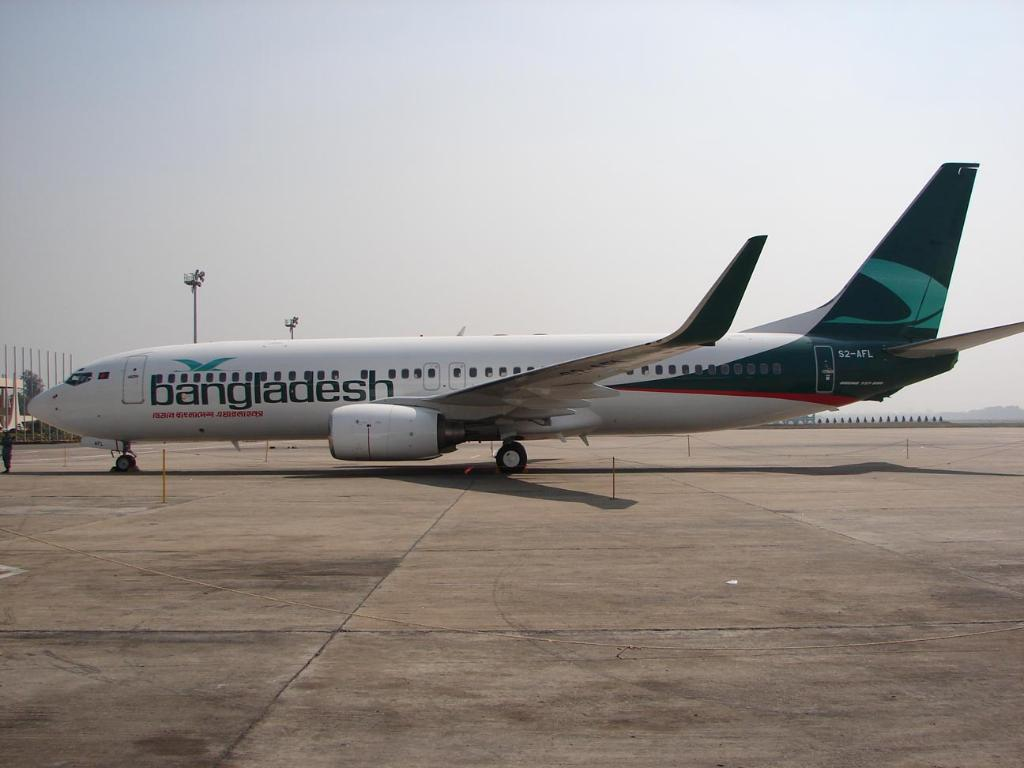
Boeing 737-800 w nowych barwach Biman Bangladesh Airlines

Biman Bangladesh Airlines – bengalskie narodowe linie lotnicze z siedzibą w Dhace. Obsługuje połączenia z Azją, Europą. Głównym hubem jest Port lotniczy Dhaka.
Agencja ratingowa Skytrax przyznała liniom trzy gwiazdki.

## Porty docelowe

### Azja
- Arabia Saudyjska
  - Dammam (Port lotniczy Dammam)
  - Dżudda (Port lotniczy Dżudda)
  - Rijad (Port lotniczy Rijad)
- Bangladesz
  - Ćottogram (Port lotniczy Ćottogram)
  - Dhaka (Port lotniczy Dhaka)
  - Srihotto (Port lotniczy Srihotto)
  - Birma (Rangun)
- Chiny
  - Hongkong (Port lotniczy Hongkong)
- Indie
  - Nowe Delhi (Port lotniczy Indira Gandhi)
  - Kolkata (Kalkuta) (Port lotniczy Kolkata)
  - Katar - Ad-Dauha (Port lotniczy Nowa Ad-Dauha)
- Kuwejt
  - Kuwejt (Port lotniczy Kuwejt)
- Malezja
  - Kuala Lumpur (Port lotniczy Kuala Lumpur)
- Nepal
  - Katmandu (Port lotniczy Katmandu)
- Oman
  - Maskat (Port lotniczy Maskat)
- Singapur
  - Singapur (Port lotniczy Changi)
- Tajlandia
  - Bangkok (Port lotniczy Bangkok-Suvarnabhumi)
- Zjednoczone Emiraty Arabskie
  - Abu Zabi (Port lotniczy Abu Zabi)
  - Dubaj (Port lotniczy Dubaj)

### Europa
- Wielka Brytania
  - Londyn (Port lotniczy Londyn-Heathrow)
- Włochy
  - Rzym (Port lotniczy Rzym-Fiumicino)

## Ciekawostki
24 lutego 2014 roku linie Biman wykonały ostatni na świecie pasażerski przelot z użyciem maszyny McDonnell DC-10 na trasie z Birmingham do Dhaki. Lot ten obsługiwała maszyna o numerach rejestracyjnych S2-ACR.

## Flota

### obecna
Stan na styczeń 2011:
| Model            | Ilość | Zamówionych | Liczba pasażerów |
| ---------------- | ----- | ----------- | ---------------- |
| Airbus A310-324  | 3     | -           | 223 (25/198)     |
| Boeing 737-800   | 2     | 2           | 177 (0/177)      |
| Boeing 777-300ER | 0     | 4           | brak informacji  |
| Boeing 787-8     | 0     | 4           | brak informacji  |
| DC-10            | 4     | -           | 289 (25/264)     |
| Fokker F28       | 2     | -           | 80 (0/80)        |
| Razem:           | 11    | 10          |                  |

### wycofana
| Model            |
| ---------------- |
| BAe ATP          |
| Boeing 707       |
| Boeing 737-300   |
| Boeing 747-100   |
| Boeing 777-200ER |
| Douglas DC-3     |
| Douglas DC-6     |
| Fokker F27       |